# Charles de Merode (1824-1892)
Pour les articles homonymes, voir Mérode.
Charles Antoine Ghislain, comte de Mérode-Westerloo (né le 1er août 1824, à Everberg - mort le 6 avril 1892, à Bruxelles), 10e marquis de Westerloo, 7e prince de Rubempré et 4e prince de Grimberghe, était un diplomate et un homme d'État belge de tendance catholique.

## Biographie
Charles de Mérode appartient à une illustre maison originaire de Rhénanie. Son grand-père paternel, également prénommé Charles (1762-1830), a été diplomate et homme d’État avant lui. Son père, Henri Marie Ghislain (en) (1782-1847), est le frère aîné des trois Mérode qui ont participé à la naissance de l’État belge : Félix (1791-1857), Frédéric (1792-1830) et Werner (1797-1840). Ses noces avec la princesse Augustine Marie Nicolette d’Arenberg (1830-1905), fille de Pierre d’Alcantara Charles Marie (1790-1877) et d’Alix Marie Charlotte de Talleyrand-Périgord (1808-1842), ont été célébrées à Paris le 8 octobre 1849.
De ce mariage sont nés trois enfants :
- Alix Marie Thérèse Pie Ghislaine (1850-1922), épouse de Guillaume Louis Marie Casimir, comte de La Roche-Aymon (1851-1940) ;
- Jeanne Charlotte Marie Thérèse Ghislaine (1853-1944), restée dans le célibat ;
- Henri Charles Marie Ghislain (1856-1908), époux de Hedwige Constance Henriette Nathalie de Croÿ (1863-1957).

Sa carrière à l’échelle nationale débute avec une mission de ministre plénipotentiaire en Espagne accomplie au temps de sa jeunesse. 11 juin 1850, il est élu représentant de  l’arrondissement de Turnhout à la Chambre des représentants. Il exerce ce mandat jusqu'en juin 1867 lorsqu'il est nommé sénateur de Turnhout. Il préside le sénat de 1885 jusqu'à son décès en 1892.
Grand propriétaire terrien, le comte de Mérode passait l’été dans son château de Westerlo, commune dont il est le bourgmestre de 1879 à sa mort et à la tête de laquelle lui succédera son fils.
Il décède d'une broncho-pneumonie le 6 avril 1892, à Bruxelles.

## Hommages et distinctions
Le comte de Mérode est fait ministre d’État le 9 juin 1890. Il avait également le titre nobiliaire de Grand d’Espagne de première classe.
Il a reçu les distinctions suivantes :
- Grand officier de l'ordre de Léopold ;
- Décoration civique de 1ère classe (en 1892) ;
- Grand officier d'Espagne de 1ère classe ;
- Grand-croix de l'ordre de Charles III[3];
- Grand-croix de l'ordre de Saint-Grégoire-le-Grand (Vatican).